# Pentasachme
Pentasachme là chi thực vật có hoa trong họ Apocynaceae.